# Hankyu Ferry
Hankyu Ferry (阪九フェリー, Hankyū ferī) est une compagnie de navigation maritime japonaise assurant le transport de fret, de passagers et de véhicules par voie maritime entre la région du Kansai et le nord de l'île de Kyūshū. Créée en 1966 comme une filiale du groupe Kanko Kaiun (actuellement Kanko Kisen), la compagnie est alors la première à exploiter des car-ferries sur des lignes maritimes longue distance au Japon. Elle fait partie aujourd'hui du réseau SHK avec les compagnies Shin Nihonkai Ferry, Tokyo Kyushu Ferry et Kampu Ferry, autres sociétés détenues par Kanko Kisen.

## Histoire

### Origines
En 1964, l'adoption d'une loi visant à limiter la concurrence sur les lignes maritimes intérieures du Japon pose problème aux différents armateurs du pays faisant face depuis quelques années à une pénurie de personnel, une augmentation des coûts des opérations de manutention, mais avant tout une hausse constante du volume de marchandises, notamment depuis l'ouverture de l'autoroute Meishin en 1963. Avec la limitation du nombre d'armateurs devant entrer en vigueur en 1965, les directions des compagnies réfléchissent alors à des solutions pour absorber efficacement le flux de marchandises transitant dans l'archipel. C'est dans ce contexte que Hoshu Iriya, à l'époque président de la compagnie Kanko Kaiun, propose l'ouverture de lignes maritimes de longues distances desservies par des car-ferries, navires conçus pour transporter simultanément des passagers ainsi qu'un certain nombre de véhicules dont le modèle est alors en plein essor, notamment en Europe. Devant les coûts très élevés de la manutention, une commission d'étude est mise en place en novembre 1964 afin de déterminer quelle solution serait la plus rentable. Le choix va se porter sur des navires capables d'embarquer directement les remorques au moyen de la manutention horizontale, ce qui permettrait des économies et un gain de temps non négligeable. En plus des statistiques de l'office des transports confirmant un réel besoin, une étude de marché est menée auprès des transporteurs routiers qui répondent favorablement à la demande. Le 28 avril 1966, Kanko Kaiun, qui prend entre-temps le nom de Kanko Kisen, fonde la filiale Hankyu Ferry, destinée à l'exploitation des lignes de car-ferries entre le Kansai et l'île de Kyūshū. Après avoir obtenu une licence pour l'exploitation d'une ligne entre Kobe et Kitakyūshū en avril 1967, la compagnie passe commande de son premier navire aux chantiers Hayashikane de Shimonoseki.

### 1968-1990
Hankyu Ferry commence ses activités le 10 août 1968 entre Kobe et Kitakyūshū à l'aide du navire Ferry Hankyu, car-ferry de 127 mètres pouvant transporter 1 200 passagers, 70 remorques ainsi que 70 véhicules particuliers. Il est le premier de navire de ce type exploité sur une ligne de cette distance au Japon. Il sera rejoint par un jumeau, le Hankyu N°6, au mois de novembre.
Ces deux navires rencontreront un succès immédiat qui encouragera d'autres armateurs à exploiter des unités similaires sur de longues distances. Tout au long des années 1970, le transport des passagers et du fret par car-ferry va se développer au Japon et des lignes verront le jour partout dans le pays. De son côté, Kanko Kisen mettra en place le réseau SHK Line grâce à la création en 1969 de deux nouvelles compagnies, Shin Nihonkai Ferry pour les lignes reliant Hokkaidō par la mer du Japon et Kampu Ferry, opérant sur des lignes internationales entre le Japon et la Corée du Sud.

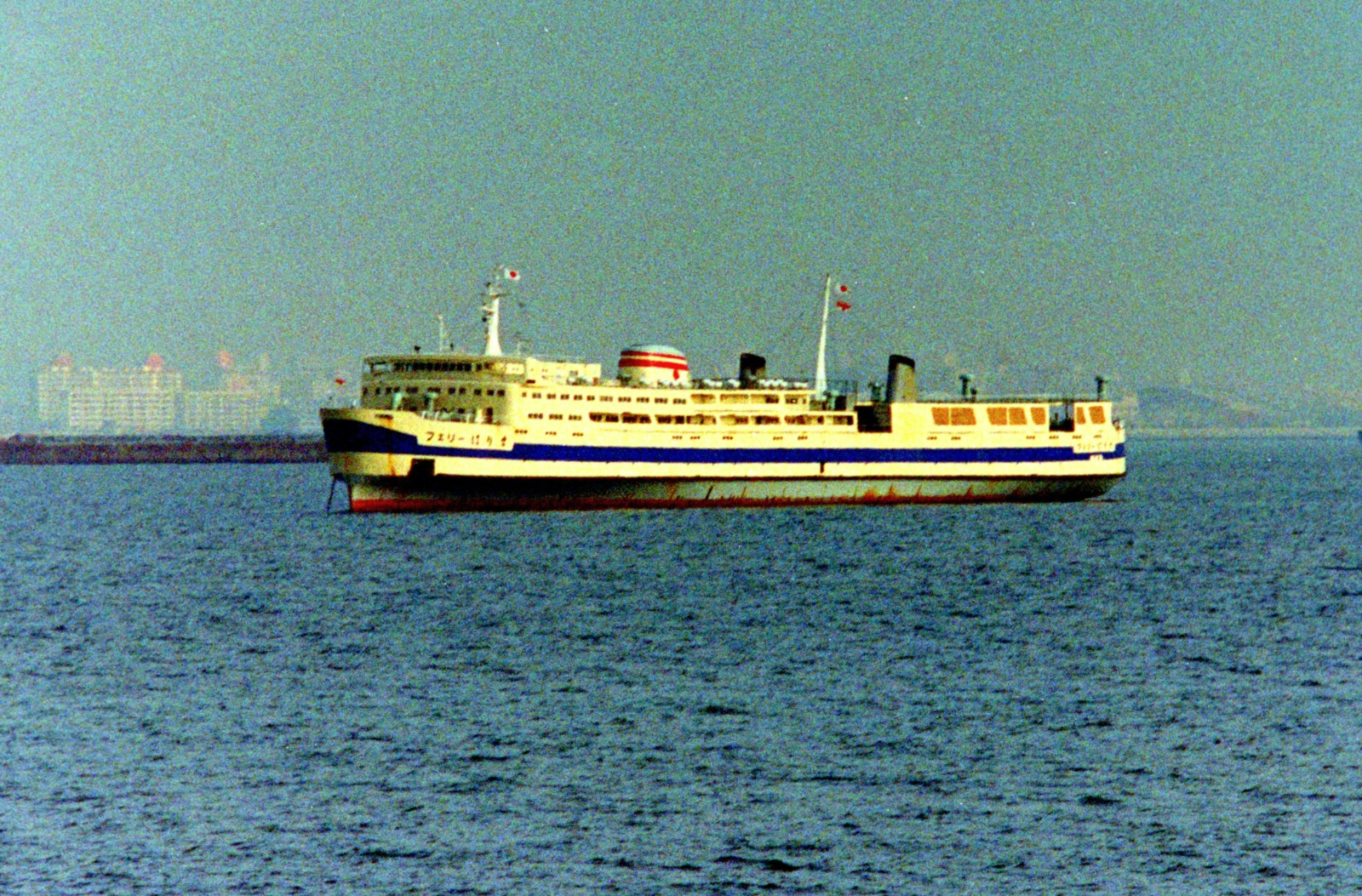
Le Ferry Harima, mis en service en 1970.

En 1970, la flotte évolue avec la mise en service du Ferry Seto en septembre et de son jumeau le Ferry Harima en novembre. Plus imposants que leurs prédécesseurs avec une longueur de 150 mètres et un spacieux garage pouvant embarquer 90 remorques, leur arrivée permet à Hankyu Ferry de proposer deux traversées par jour entre Kobe et Kitakyūshū. L'agrandissement de la flotte se poursuit en 1972 avec l'arrivée des jumeaux Ferry Nagato et Ferry Akashi, présentant des caractéristiques similaires à la précédente paire.
Au mois de mars 1975, en raison de l'arrêt des activités de la compagnie concurrente Nishi Nihon Ferry, Hankyu Ferry rachète ses deux navires Tsukushi et Hakata, car-ferries jumeaux de 135 mètres, qui intègrent la flotte sous le nom de Hankyu N°16 et Hankyu N°17. Ces navires conservent leur exploitation sur la ligne entre Kobe et Kanda qui est de ce fait reprise par Hankyu Ferry. Ils seront suivis en 1976 par les Hankyu N°24 et Hankyu N°32, plus imposants. Leur arrivée entraîne le retrait du Ferry Hankyu qui devient un navire de réserve, et du Hankyu N°6 qui est vendu.
En janvier 1978, Hankyu Ferry ouvre une nouvelle ligne reliant Kitakyūshū à Ōsaka à l'aide des Hankyu N°24 et Hankyu N°32. La ligne Kobe - Kanda sera quant à elle abandonnée en février 1979, ce qui conduira au retrait des jumeaux Hankyu N°16 et Hankyu N°17 qui quitteront respectivement la flotte en 1983 et 1984.
Au cours de l'année 1983, Hankyu Ferry doit faire face à l'extension de l'autoroute Chūgoku permettant de relier directement Kobe à Kitakyūshū par voie terrestre. En conséquence, le trafic de la compagnie chutera de 7% par rapport à l'année 1982. C'est dans ce contexte que l'armateur réceptionne au mois de novembre le car-ferry New Yamato, bien plus imposant que ses prédécesseurs avec ses 173 mètres de long et sa forte capacité de roulage. Mis en service sur la ligne d'Ōsaka, il sera rejoint en janvier 1984 par son sister-ship le New Miyako. Ils remplacent sur cet axe les Hankyu N°24 et Hankyu N°32 qui retournent sur la ligne de Kobe.
En mars 1988, Hankyu Ferry prend livraison du New Harima, présentant des caractéristiques similaires à celles de la précédente paire, qui est mis en service sur la ligne de Kobe. Il est suivi en juin par son jumeau le New Seto. Leur arrivée entraîne la vente des Ferry Harima et Ferry Seto.

### Depuis 1990
En janvier 1991, le terminal de la compagnie à Kitakyūshū est installé dans l'arrondissement de Moji-ku. Il en sera de même du siège social qui sera déménagé dans cette même ville au mois de février. Un nouveau navire entre également en flotte en janvier, le New Nagato, car-ferry de 185 mètres d'une capacité de 895 passagers et 180 remorques, mis en service sur la ligne de Kobe. Hankyu Ferry réceptionne en mars son sister-ship le New Akashi. Ces navires remplacent les vieux Ferry Nagato et Ferry Akashi qui sont retirés de la flotte puis vendus. Grâce à la vitesse homogène des unités de la flotte, Hankyu Ferry est alors en mesure de proposer quatre allers-retours par jour entre le Kansai et Kitakyūshū.

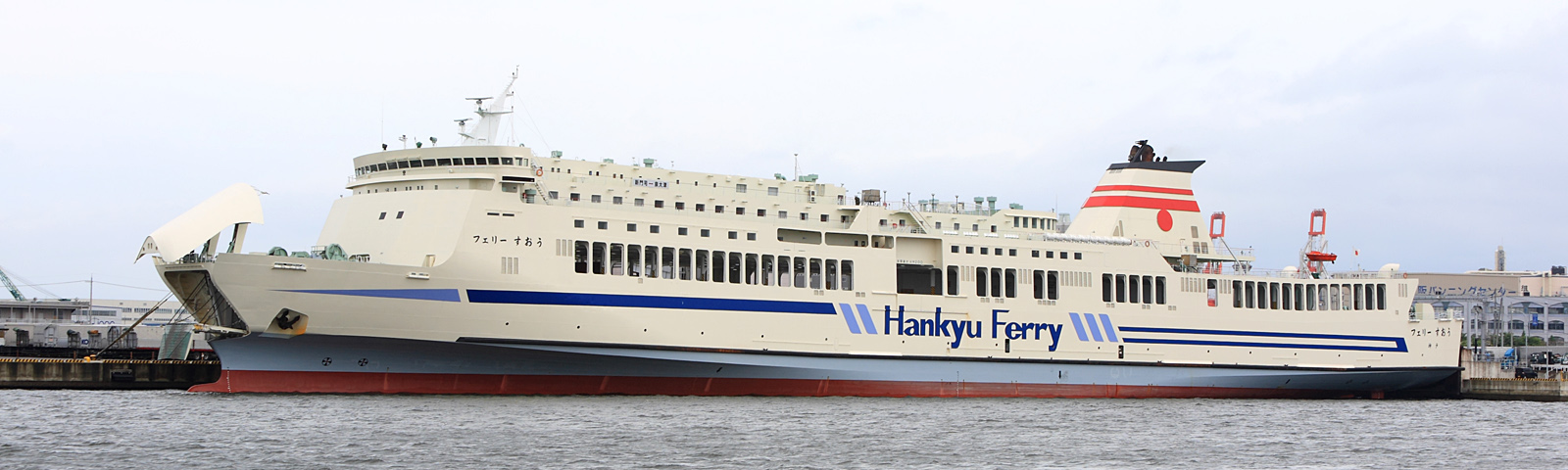
Le Ferry Suou, mis en service en 1996.

En 1995, le terminal de la compagnie à Kobe est détruit durant le séisme survenu le 17 janvier. En conséquence, la ligne de Kobe est temporairement suspendue et les fréquences depuis Ōsaka sont doublées dans l'attente de la reconstruction du terminal qui est finalement rouvert au mois d'août. Hankyu Ferry réceptionne un nouveau navire au mois de décembre, le Ferry Settsu, long de 189 mètres et pouvant transporter 810 passagers et 220 remorques, qui remplace le Hankyu N°24 qui est vendu à l'étranger. Un sister-ship de cette nouvelle unité entre en flotte en mars 1996, le Ferry Suou, qui supplante le Hankyu N°32.
En 1996, les fréquences de la compagnie sont réorganisées. En raison de la vente des jumeaux New Yamato et New Miyako, le nombre d'allers-retours sur la ligne d'Ōsaka passe de deux à un par jour. En 1997 toutefois, constatant que la demande est plus forte au départ d'Ōsaka, Hankyu Ferry rétablit la fréquence habituelle de deux départs par jour dans les deux sens et réduit la cadence sur Kobe à un aller-retour par jour.

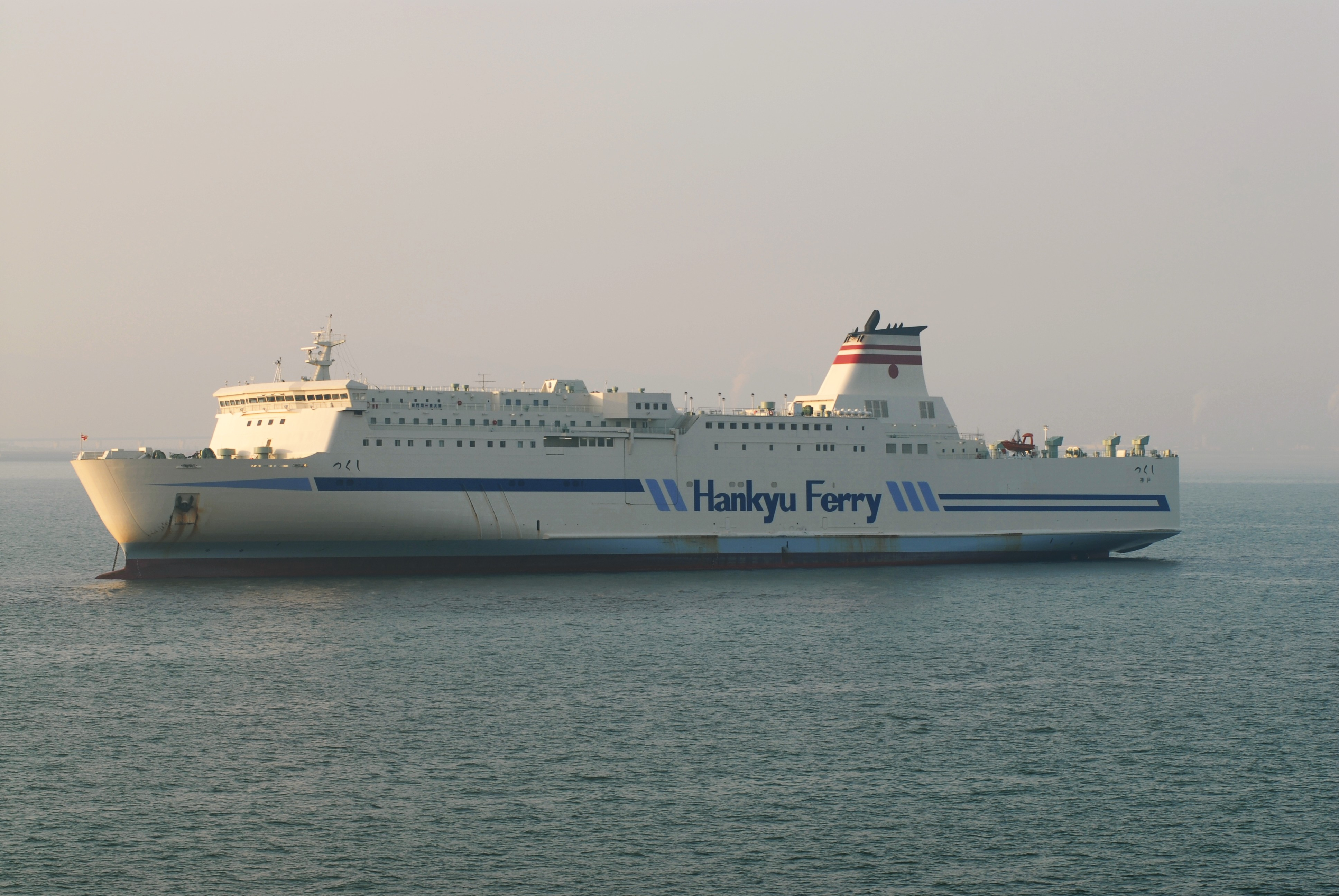
Le Tsukushi, mis en service en 2003.

En 2003, deux nouveaux navires entrent en service sur la ligne d'Ōsaka en remplacement du New Harima et du New Seto, les sister-ships Yamato et Tsukushi, longs de 195 mètres et pouvant embarquer 667 passagers, 138 véhicules et 229 remorques.
À partir de 2009, en raison du retrait du New Nagato et du New Akashi, les fréquences au départ d'Ōsaka tombent à un aller-retour par jour.

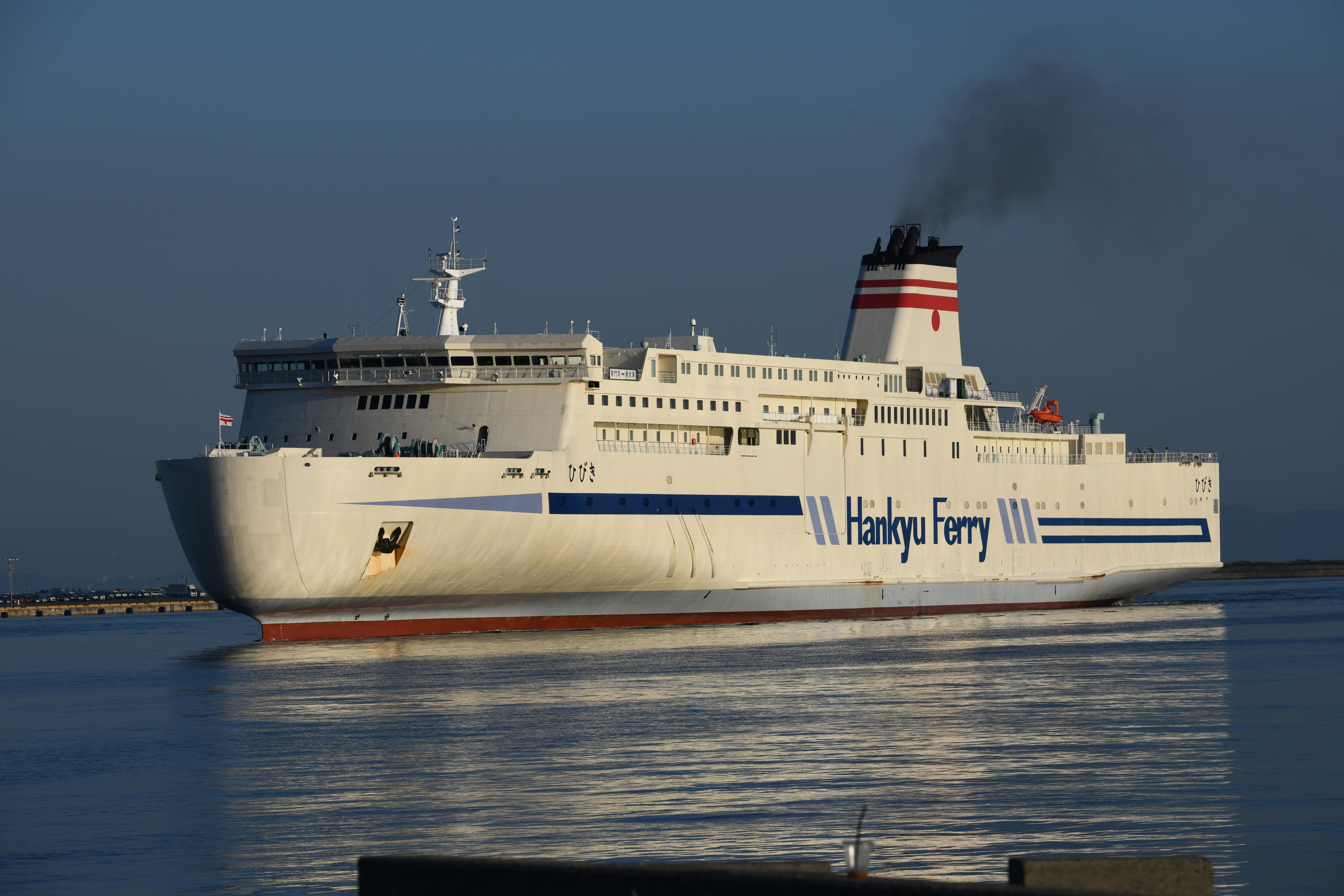
Le Hibiki, mis en service en 2015.

En 2015, Hankyu Ferry renouvelle sa flotte en replaçant les Ferry Settsu et Ferry Suou par les récents Izumi et Hibiki, présentant des caractéristiques similaires à celles de la précédente paire.
Le renouvellement se poursuit en 2020 avec le remplacement du Yamato et du Tsukushi par deux nouveaux navires, l'un également baptisé Yamato et l'autre nommé Settsu.

## Lignes
Hankyu Ferry opère toute l'année vers Kitakyūshū sur l'île de Kyūshū à partir de Kobe et d'Izumiōtsu dans la région du Kansai. Les traversées s'effectuent la nuit à raison d'un aller-retour quotidien depuis chacun des deux ports.
| Ligne                  | Durée         | Navires          |
| ---------------------- | ------------- | ---------------- |
| Kobe - Kitakyūshū      | au moins 12 h | Settsu et Yamato |
| Izumiōtsu - Kitakyūshū | au moins 12 h | Izumi et Hibiki  |

## Flotte

### Flotte actuelle
Depuis 2021, la flotte de Hankyu Ferry est composée de quatre navires.
| Navire | Pavillon | Type  | Construction | Entrée en flotte | Tonnage    | Longueur | Largeur | Capacité  | Capacité  | Capacité  | Vitesse    | Statut     |
| Navire | Pavillon | Type  | Construction | Entrée en flotte | Tonnage    | Longueur | Largeur | Passagers | Véhicules | Remorques | Vitesse    | Statut     |
| ------ | -------- | ----- | ------------ | ---------------- | ---------- | -------- | ------- | --------- | --------- | --------- | ---------- | ---------- |
| Yamato |          | Ferry | 2020         | 2020             | 16 300 UMS | 195 m    | 29,60 m | 663       | 188       | 277       | 23,5 nœuds | En service |
| Settsu |          | Ferry | 2020         | 2020             | 16 300 UMS | 195 m    | 29,60 m | 663       | 188       | 277       | 23,5 nœuds | En service |
| Izumi  |          | Ferry | 2015         | 2015             | 15 897 UMS | 195 m    | 29,60 m | 643       | 184       | 191       | 23,5 nœuds | En service |
| Hibiki |          | Ferry | 2015         | 2015             | 15 897 UMS | 195 m    | 29,60 m | 643       | 184       | 191       | 23,5 nœuds | En service |

### Anciens navires
| Navire       | Pavillon | Type  | Construction | Période   | Tonnage    | Longueur | Largeur | Passagers | Véhicules | Vitesse    | Statut |
| ------------ | -------- | ----- | ------------ | --------- | ---------- | -------- | ------- | --------- | --------- | ---------- | --- |
| Tsukushi     |          | Ferry | 2003         | 2003-2021 | 13 353 UMS | 195 m    | 26,40 m | 667       | 138       | 23,5 nœuds | Racheté par l'armateur philippin 2GO. Rebaptisé 2GO Masagana.                                                                                             |
| Yamato       |          | Ferry | 2003         | 2003-2020 | 13 353 UMS | 195 m    | 26,40 m | 667       | 138       | 23,5 nœuds | Racheté par l'armateur suédois Stena Line. Revendu en 2021 à l'armateur philippin 2GO. Rebaptisé 2GO Maligaya.                                            |
| Ferry Suou   |          | Ferry | 1996         | 1996-2015 | 15 188 UMS | 189 m    | 27 m    | 810       | 77        | 25,6 nœuds | A terminé sa carrière Corée du Sud sous le nom de Santa Lucino. Démoli à Chittagong en 2021.                                                              |
| Ferry Settsu |          | Ferry | 1995         | 1995-2015 | 15 188 UMS | 189 m    | 27 m    | 810       | 77        | 25,6 nœuds | Navigue actuellement en Corée du Sud sous le nom de Hanil Goldstella.                                                                                     |
| New Akashi   |          | Ferry | 1991         | 1991-2010 | 14 988 UMS | 185,50 m | 26,80 m | 890       | 110       | 25,4 nœuds | Navigue actuellement en Chine sous le nom de Grand Peace.                                                                                                 |
| New Nagato   |          | Ferry | 1991         | 1991-2010 | 14 988 UMS | 185,50 m | 26,80 m | 890       | 110       | 25,4 nœuds | Navigue actuellement en Corée du Sud sous le nom de Sea Star Cruise.                                                                                      |
| New Seto     |          | Ferry | 1988         | 1988-2003 | 12 589 UMS | 174,50 m | 26,80 m | 921       | 75        | 22,6 nœuds | A terminé sa carrière sous le nom de Huadong Pearl VI. Démoli à Chittagong en 2017.                                                                       |
| New Harima   |          | Ferry | 1988         | 1988-2003 | 12 589 UMS | 174,50 m | 26,80 m | 921       | 75        | 22,6 nœuds | A terminé sa carrière sous le nom de Isabel del Mar pour la compagnie espagnole Iscomar. Démoli à Aliağa en 2014.                                         |
| New Miyako   |          | Ferry | 1984         | 1984-1996 | 11 914 UMS | 173 m    | 26,80 m | 711       | 75        | 22,5 nœuds | Navigue actuellement pour la compagnie philippine 2GO Travel sous le nom de St Pope John Paul II. Démoli à Chittagong en 2021.                            |
| New Yamato   |          | Ferry | 1983         | 1983-1996 | 11 919 UMS | 173 m    | 26,80 m | 711       | 75        | 22,5 nœuds | A terminé sa carrière pour le compte de la compagnie philippine Sulpicio Lines sous le nom de Princess of the Universe. Démoli à Alang en 2011.           |
| Hankyu N°32  |          | Ferry | 1976         | 1976-1996 | 6 950 UMS  | 151,50 m | 22,80 m | 950       | 38        | 21,7 nœuds | A terminé sa carrière sous le nom de St Peter the Apostle pour la compagnie philippine 2GO Travel. Démoli en 2014.                                        |
| Hankyu N°24  |          | Ferry | 1976         | 1976-1995 | 6 936 UMS  | 151,50 m | 22,80 m | 950       | 38        | 21,7 nœuds | A terminé sa carrière sous le nom de St Joseph the Worker pour la compagnie philippine 2GO Travel. Démoli à Chittagong en 2014.                           |
| Ferry Akashi |          | Ferry | 1972         | 1972-1991 | 6 987 UMS  | 150,10 m | 22,90 m | 1 185     | 120       | 20,5 nœuds | A terminé sa carrière pour le compte de la compagnie marocaine Comanav sous le nom de Bni Nsar. Démoli à Aliağa en 2014.                                  |
| Ferry Nagato |          | Ferry | 1972         | 1972-1991 | 7 009 UMS  | 150,10 m | 22,90 m | 1 185     | 120       | 20,5 nœuds | A terminé sa carrière pour le compte d'un armateur grec sous le nom de Felicia. Démoli à Aliağa en 2003.                                                  |
| Ferry Seto   |          | Ferry | 1970         | 1970-1988 | 6 523 UMS  | 149,10 m | 22,80 m | 1 193     | 120       | 20 nœuds   | A terminé sa carrière pour le compte d'un armateur philippin sous le nom de Nasipit Princess.                                                             |
| Ferry Harima |          | Ferry | 1970         | 1970-1988 | 6 521 UMS  | 149,10 m | 22,80 m | 1 193     | 120       | 20 nœuds   | A terminé sa carrière pour le compte d'un armateur philippin sous le nom de Cotabato Princess. Démoli à Cebu en 2009.                                     |
| Ferry Hankyu |          | Ferry | 1968         | 1968-1986 | 5 201 UMS  | 127,70 m | 22,40 m | 1 200     | 70        | 18,2 nœuds | Retiré en 1976, puis désarmé jusqu'en 1986. A terminé sa carrière en Grèce sous le nom de Pallada. Démoli à Alang en 2007.                                |
| Hankyu N°17  |          | Ferry | 1973         | 1975-1984 | 5 748 UMS  | 135,50 m | 22 m    | 770       | 109       | 20,2 nœuds | Désarmé en Grèce depuis 2011. |
| Hankyu N°16  |          | Ferry | 1973         | 1975-1983 | 5 687 UMS  | 135,50 m | 22 m    | 770       | 109       | 20,2 nœuds | A terminé sa carrière pour le compte de la compagnie grecque sous le nom de Panagia Krimnotissa. Démoli à Aliağa en 2011.                                 |
| Hankyu N°6   |          | Ferry | 1968         | 1968-1976 | 5 011 UMS  | 127,30 m | 22,40 m | 1 200     | 70        | 18,2 nœuds | Transféré au sein d'autres sociétés du groupe SHK, réintègre la flotte d'Hankyu Ferry en 1984 pour servir de navire de réserve. Revendu en Grèce en 1986. |